# Левамізол
Левамізол — синтетичний протигельмінтний препарат та імуностимулятор, що є похідним імідазотіазолу, для приймання всередину. Левамізол уперше синтезований у лабораторії компанії «Janssen Pharmaceutica» у 1966 році, яка розпочала його випуск під торговою маркою «Декарис».

## Фармакологічні властивості
Левамізол — синтетичний протигельмінтний препарат, що є похідним імідазотіазолу, вузького спектру дії. Антигельмінтна дія препарату зумовлена блокадою ферменту сукцинатдегідрогенази, порушення енергетичного обміну в паразитів, та деполяризацію мембран м'язових клітин гельмінтів. До левамізолу чутливі виключно деякі нематоди: аскариди, гострики, Trichocephalus trichiurus, Ancylostoma duodenale, Necator americanus, Strongyloides stercoralis. Крім цього, левамізол впливає на імунну систему: збільшує вироблення антитіл до різних антигенів, посилює імунну відповідь, активуючи Т-лімфоцити та стимулюючи їх проліферацію, підвищує здатність моноцитів, макрофагів та нейтрофілів до хемотаксису, адгезії та фагоцитозу.

### Фармакокінетика
Левамізол добре всмоктується при прийомі всередину, але біодоступність препарату не досліджена. Максимальна концентрація в крові досягається протягом 1,5-2 годин. Невідомо, чи левамізол проникає через плацентарний бар'єр та виділяється в грудне молоко, але дослідженнями встановлено, що він виділяється в молоко корів. Метаболізується препарат в печінці з утворенням неактивних метаболітів. Виводиться левамізол з організму переважно нирками(95 %), а також частково з калом в незміненому вигляді. Період напіввиведення препарату складає 3—4 годин; при порушенні функції печінки цей час може збільшуватись.

## Показання
Левамізол показаний при аскаридозі, некаторозі, анкілостомозі, трихоцефальозі, ентеробіозі, стронгілоїдозі. Проведені дослідження по можливості використання левамізолу при раку ободової кишки, молочних залоз, легень (після хірургічного або хіміотерапевтичного лікування), при лімфогрануломатозі та лейкозах в стадії ремісії, при імунозалежних захворюваннях (хворобі Крона, ревматоїдному артриті, хворобі Райтера, легких формах системного червоного вовчака), хронічних неспецифічних захворюваннях легень, хронічних захворюваннях нирок, інфекційних захворюваннях (у тому числі хронічному вірусному гепатиті B).

## Побічна дія
При застосуванні левамізолу нечасто (у менш ніж 1 % випадків) наступні побічні ефекти:
- Алергічні реакції — висипання на шкірі, свербіж шкіри, кропив'янка, гарячка, набряк Квінке, синдром Стівенса-Джонсона, синдром Лаєлла, анафілактичний шок.
- З боку травної системи — нудота, блювання, біль в животі, діарея, запор, жовтяниця, печінкова недостатність, панкреатит, афтозний стоматит.
- З боку нервової системи — головний біль, безсоння, сонливість, запаморочення, сплутаність свідомості, запаморочення, галюцинації, судоми, порушення мови, тремор, енцефалітичний синдром.
- Зміни в лабораторних аналізах — лейкопенія, нейтропенія, тромбоцитопенія, анемія, апластична анемія, агранулоцитоз, панцитопенія, підвищення рівня креатиніну і сечовини в крові, підвищення рівня білірубіну в крові, підвищення активності амінотрансфераз в крові.
- З боку сечовидільної системи — ниркова недостатність.

## Протипокази
Левамізол протипоказаний при підвищеній чутливості до похідних бензімідазолу, агранулоцитозі, вагітності та годуванні грудьми.

## Форми випуску
Левамізол випускається у вигляді таблеток по 0,05 та 0,15 г.

## Застосування у ветеринарії
Левамізол застосовується для лікування нематодозів у великої рогатої худоби, овець, кіз, свиней та собак. Для ветеринарного використання випускається у вигляді 10 % розчину для ін'єкцій.